# FA Trophy
FA Trophy hade premiär säsongen 1969/1970 och är en engelsk fotbollscup för klubbar på nivå 5-8 i det engelska ligasystemet vilket i praktiken innebär Football Conference, Southern Football League, Isthmian League och Northern League.

## Finaler
| År   | Vinnare                | Resultat | Final motståndare      | Notiser                                                                |
| ---- | ---------------------- | -------- | ---------------------- | ---------------------------------------------------------------------- |
| 1970 | Macclesfield Town      | 2-0      | Telford United         |                                                                        |
| 1971 | Telford United         | 3-2      | Hillingdon Borough     |                                                                        |
| 1972 | Stafford Rangers       | 3-0      | Barnet                 |                                                                        |
| 1973 | Scarborough            | 2-1      | Wigan Athletic         | efter förlängning                                                      |
| 1974 | Morecambe              | 2-1      | Dartford               |                                                                        |
| 1975 | Matlock Town           | 4-0      | Scarborough            |                                                                        |
| 1976 | Scarborough            | 3-2      | Stafford Rangers       | efter förlängning                                                      |
| 1977 | Scarborough            | 2-1      | Dagenham               |                                                                        |
| 1978 | Altrincham             | 3-1      | Leatherhead            |                                                                        |
| 1979 | Stafford Rangers       | 2-0      | Kettering Town         |                                                                        |
| 1980 | Dagenham               | 2-1      | Mossley                |                                                                        |
| 1981 | Bishop's Stortford     | 1-0      | Sutton United          |                                                                        |
| 1982 | Enfield                | 1-0      | Altrincham             | efter förlängning                                                      |
| 1983 | Telford United         | 2-0      | Northwich Victoria     |                                                                        |
| 1984 | Northwich Victoria     | 1-1      | Bangor City            | efter förlängning                                                      |
|      | Northwich Victoria     | 2-1      | Bangor City            | omspel hos Stoke City                                                  |
| 1985 | Wealdstone             | 2-1      | Boston United          |                                                                        |
| 1986 | Altrincham             | 1-0      | Runcorn                |                                                                        |
| 1987 | Kidderminster Harriers | 0-0      | Burton Albion          | efter förlängning                                                      |
|      | Kidderminster Harriers | 2-1      | Burton Albion          | omspel hos West Bromwich Albion                                        |
| 1988 | Enfield                | 0-0      | Telford United         |                                                                        |
|      | Enfield                | 3-2      | Telford United         | omspel hos West Bromwich Albion                                        |
| 1989 | Telford United         | 1-0      | Macclesfield Town      | efter förlängning                                                      |
| 1990 | Barrow                 | 3-0      | Leek Town              |                                                                        |
| 1991 | Wycombe Wanderers      | 2-1      | Kidderminster Harriers |                                                                        |
| 1992 | Colchester United      | 3-1      | Witton Albion          |                                                                        |
| 1993 | Wycombe Wanderers      | 4-1      | Runcorn                |                                                                        |
| 1994 | Woking                 | 2-1      | Runcorn                |                                                                        |
| 1995 | Woking                 | 2-1      | Kidderminster Harriers | efter förlängning                                                      |
| 1996 | Macclesfield Town      | 3-1      | Northwich Victoria     |                                                                        |
| 1997 | Woking                 | 1-0      | Dagenham & Redbridge   | efter förlängning                                                      |
| 1998 | Cheltenham Town        | 1-0      | Southport              |                                                                        |
| 1999 | Kingstonian            | 1-0      | Forest Green Rovers    |                                                                        |
| 2000 | Kingstonian            | 3-2      | Kettering Town         |                                                                        |
| 2001 | Canvey Island          | 1-0      | Forest Green Rovers    |                                                                        |
| 2002 | Yeovil Town            | 2-0      | Stevenage Borough      |                                                                        |
| 2003 | Burscough              | 2-1      | Tamworth               |                                                                        |
| 2004 | Hednesford Town        | 3-2      | Canvey Island          |                                                                        |
| 2005 | Grays Athletic         | 1-1      | Hucknall Town          | Grays vann med 6-5 på straffar                                         |
| 2006 | Grays Athletic         | 2-0      | Woking                 |                                                                        |
| 2007 | Stevenage Borough      | 3-2      | Kidderminster Harriers | Den första finalen (i någon tävling) att spelas på nya Wembley Stadium |
| 2008 | Ebbsfleet United       | 1-0      | Torquay United         |                                                                        |
| 2009 | Stevenage Borough      | 2-0      | York City              |                                                                        |
| 2010 | Barrow                 | 2-1      | Stevenage Borough      | efter förlängning                                                      |
| 2011 | Darlington             | 1-0      | Mansfield Town         | efter förlängning                                                      |
| 2012 | York City              | 2-0      | Newport County         |                                                                        |
| 2013 | Wrexham                | 1-1      | Grimsby Town           | Wrexham vann med 4-1 på straffar                                       |
| 2014 | Cambridge United       | 4-0      | Gosport Borough        |                                                                        |